# 뢰이가르달스뵈들뤼르
뢰이가르달스뵈들뤼르(아이슬란드어: Laugardalsvöllur)는 아이슬란드 레이캬비크의 뢰이가르달뤼르(Laugardalur) 지구에 위치한 국립 경기장이다. 주로 축구, 육상 경기장으로 사용되고 있으며 아이슬란드 축구 국가대표팀, 프람 레이캬비크의 홈 구장으로 사용되고 있다. 경기장 좌석 수는 9,800석, 수용 인원은 15,000명이다.
1949년부터 공사가 시작되었으며 1957년에는 아이슬란드 축구 국가대표팀이 이 곳에서 처음으로 노르웨이와의 경기를 치렀다. 1959년 6월 17일에 공식 개장했는데 개장 당시에는 경기장 한쪽에만 관중석이 있었다. 1997년에 실시된 보수 공사에 따라 반대쪽 관중석이 건립되었다.
2007년에 실시된 보수 공사에 따라 경기장 관중석이 9,800석 규모를 가진 새로운 관중석으로 교체되었고 15,000명을 수용할 수 있는 규모를 가진 경기장이 되었다. 이 과정에서 경기장 안에 각각 1,500명을 수용할 수 있는 임시 관중석 2개가 추가로 설치되었다. 이 경기장에서 수립된 최다 관중 기록은 2004년 8월 18일에 열린 이탈리아와의 친선 경기였는데 아이슬란드는 해당 경기에서 2-0으로 승리했다.

## 기록

### 2002년 FIFA 월드컵 유럽 지역 예선
| 날짜             | 팀 1       | 스코어 | 팀 2       | 라운드 |
| ---------------- | ---------- | ------ | ---------- | ------ |
| 2000년 9월 2일   | 아이슬란드 | 1 - 2  | 덴마크     | 3조    |
| 2000년 10월 11일 | 아이슬란드 | 1 - 0  | 북아일랜드 | 3조    |
| 2001년 6월 2일   | 아이슬란드 | 3 - 0  | 몰타       | 3조    |
| 2001년 6월 6일   | 아이슬란드 | 1 - 1  | 불가리아   | 3조    |
| 2001년 9월 1일   | 아이슬란드 | 3 - 1  | 체코       | 3조    |

## 사진

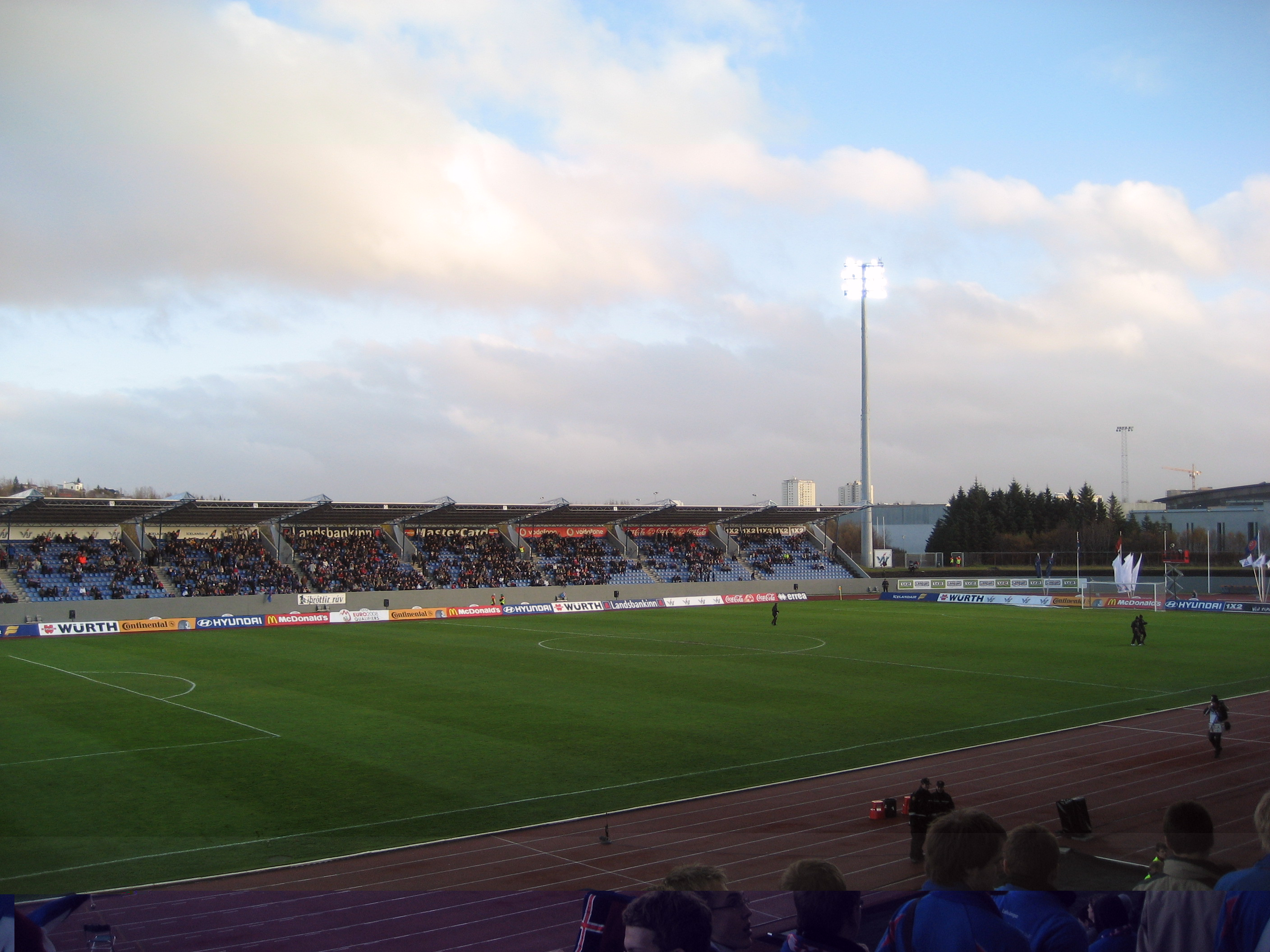
뢰이가르달스뵈들뤼르에서 열린 UEFA 유로 2008 예선 경기
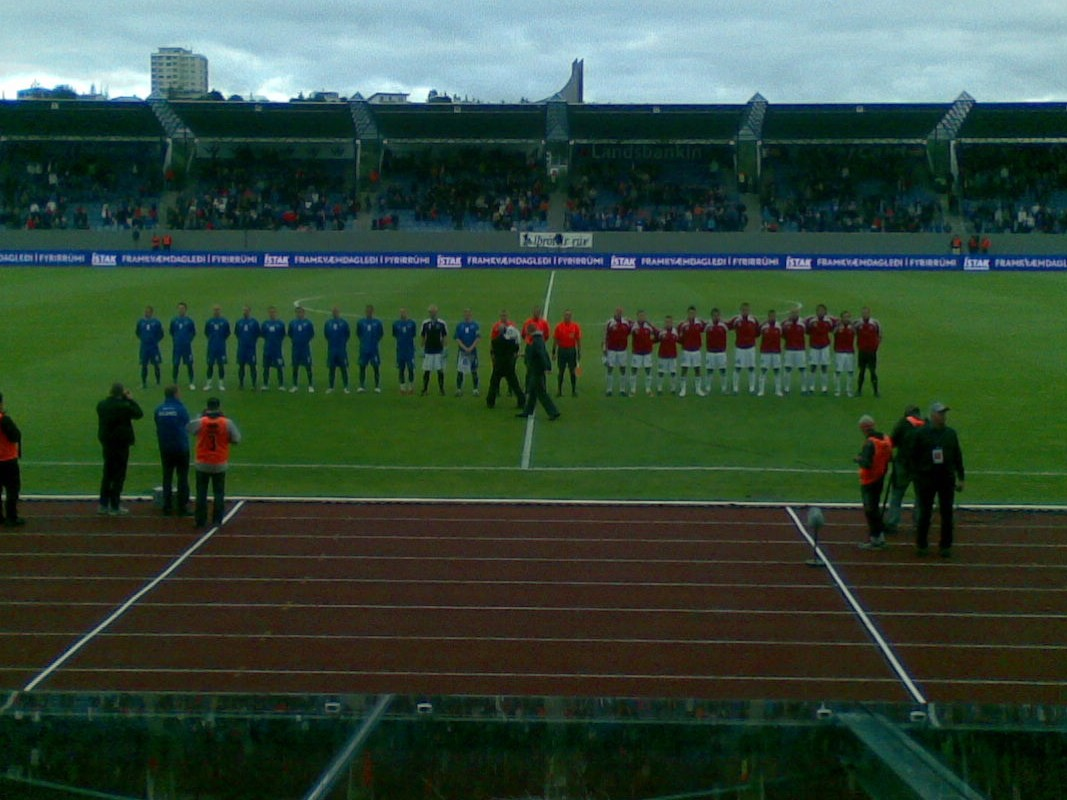
2009년 뢰이가르달스뵈들뤼르에서 열린 아이슬란드와 슬로바키아의 친선 경기
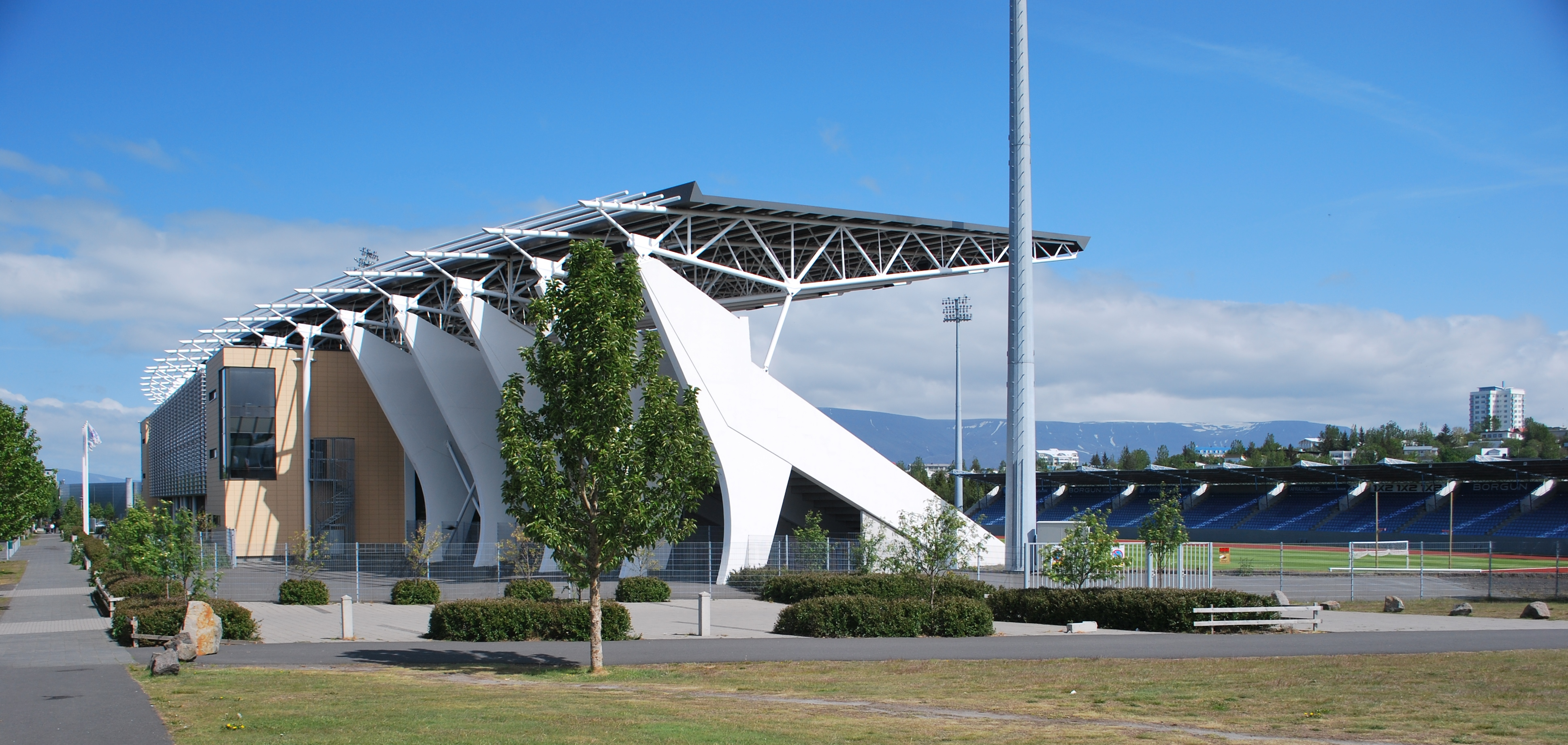
뢰이가르달스뵈들뤼르의 관중석의 바깥쪽 모습